# جون موريسون (لاعب شطرنج)
جون موريسون (بالإنجليزية: John Morrison)‏ (و. 1889 – 1975 م) هو لاعب شطرنج كندي، ولد في تورونتو، توفي في تورونتو، في عمر يناهز 86 عاماً.

## روابط خارجية
- جون موريسون على موقع مباريات الشطرنج (الإنجليزية)
- جون موريسون على موقع 365Chess.com (الإنجليزية)
- جون موريسون على موقع Chesstempo.com (الإنجليزية)
- جون موريسون سجل أولمبياد الشطرنج على موقع OlimpBase.org (الإنجليزية)